# Base Aérea de Armilla
La base aérea de Armilla (OACI: LEGA) es un aeropuerto militar de España. Está situado en los municipios de Armilla, Alhendín, Ogíjares, Las Gabias y Churriana de la Vega, a 6 kilómetros de la ciudad de Granada. 
Fue el primer aeródromo de Granada y uno de los más antiguos de España que continúa en activo. Actualmente su función principal es la de escuela de pilotos de helicóptero. Como rol secundario realiza funciones SAR así como imparte el Curso de Mecánico de Mantenimiento de Helicópteros para personal de tropa del Ejército del Aire y Guardia Civil. Es la base del Ala 78 del Ejército del Aire y de la Patrulla ASPA. La ciudad de Granada en reconocimiento a su vinculación con la Base, colocaron en una de las glorietas de la capital, uno de los helicópteros históricos utilizados por la misma.

## Historia
Los primeros vuelos en la zona tuvieron lugar con globos aerostáticos en 1895. Por entonces era un llano situado a las afueras del pueblo de Armilla, muy cerca de la ciudad de Granada, adecuado para la práctica aeronáutica. Durante la Feria del Corpus de Granada de 1911 uno de los actos organizados fue un festival aéreo, que supuso el primer vuelo de un avión en la ciudad. Este acto sin precedentes dio origen a los festivales aéreos que se celebraron los años siguientes, con el interregno de la Primera Guerra Mundial. Se utilizaron como base unos terrenos situados en los llanos de la cercana población de Armilla.
Poco después, la guerra de Marruecos impulsó la necesidad de construir un aeródromo militar permanente que sirviera de apoyo a la aviación que participaba en el conflicto. Para ello, el ayuntamiento de Granada donó los terrenos en los que se celebraban los festivales aéreos. El aeródromo se inauguró oficialmente en junio de 1922 y contaba con talleres, almacenes, pabellones para oficiales y soldados, estación de telegrafía y dos hangares de lona con capacidad para diecisiete aeronaves cada uno. En 1925 recibió el nombre de Aeródromo Dávila, en memoria de Luis Dávila Ponce de León.
Al terminar la guerra de Marruecos, el aeródromo de Armilla se convirtió en auxiliar de Sevilla y, en 1929, se abrió al tráfico civil con la línea Granada-Sevilla, que se mantuvo apenas un año. Dedicado nuevamente a operaciones exclusivamente militares durante la guerra civil española, el aeródromo volvió a abrirse definitivamente en 1946 al tráfico civil, nacional completo, internacional de turismo y escalas técnicas comerciales.

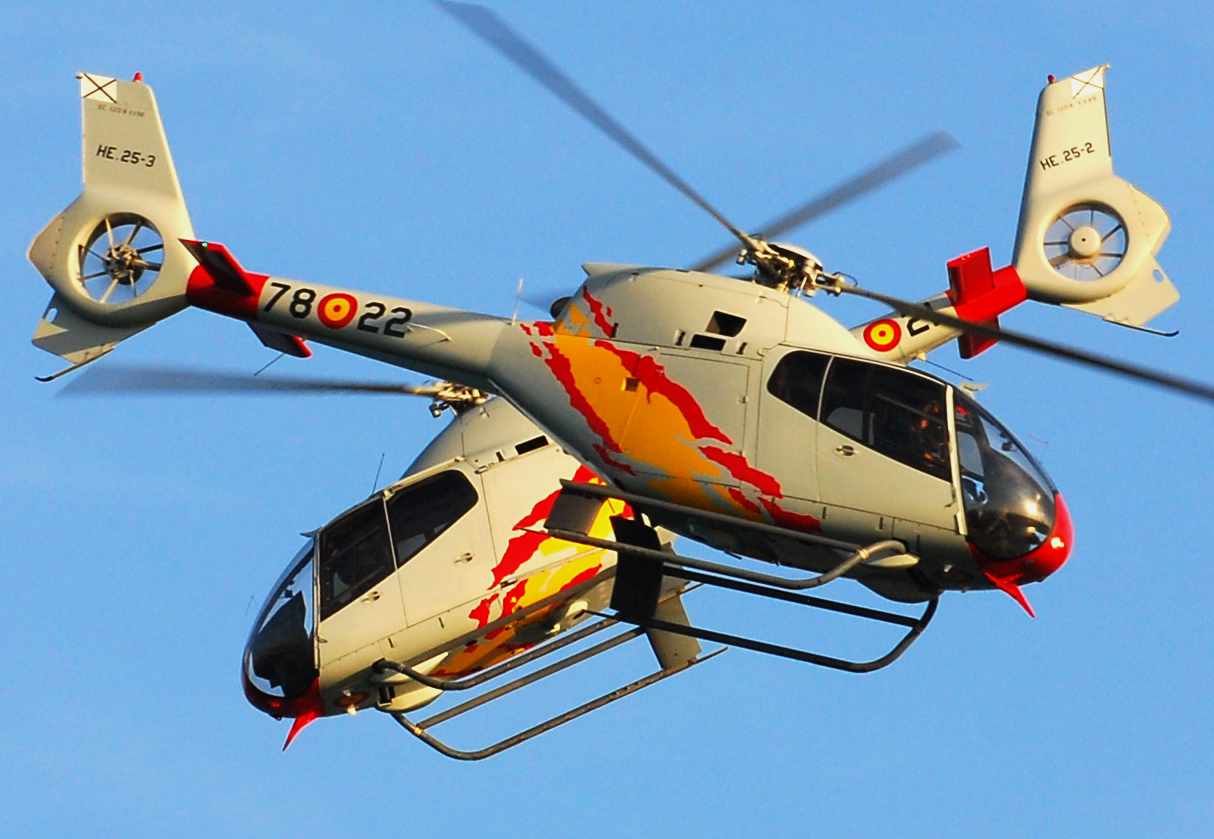
Dos Eurocopter EC 120 de la Patrulla ASPA con base en Armilla

En los años cincuenta, el aeródromo fue creciendo poco a poco: una torre de control en 1952, un edificio para aviación civil a instancias de Aviaco en 1954, una escuela de pilotos en 1955 (trasladada desde El Copero), etc. Sin embargo, el poco éxito de las líneas operadas y la falta de una pista afirmada para que pudieran operar los nuevos aviones provocaron, ya en la década de los sesenta, la construcción de un nuevo aeropuerto entre los términos municipales de Chauchina y Santa Fe, el Aeropuerto de Granada.
En 1971 la escuela de pilotos, tras 21 promociones, se traslada a la Base Aérea de Reus, y en 1972 se trasladan los vuelos comerciales al nuevo aeropuerto civil. Entre 1973 y 1980 la base se dedica a formar y seleccionar a los cadetes de la Academia General del Aire. En 1980 se inicia una nueva etapa con la creación del Ala 78, dedicada a formar a pilotos de helicóptero, función que anteriormente se realizaba en la Base Aérea de Cuatro Vientos y que continúa en Armilla en la actualidad.
También fue centro de formación de la Escala de Complemento.
En 2004 se crea en la base la Patrulla ASPA, versión en helicópteros de la Patrulla Águila, que tiene como función mostrar el potencial de los helicópteros del Ejército del Aire.

## Otros usos
El gran espacio acondicionado en medio del área metropolitana de Granada que supone la base aérea se ha utilizado ocasionalmente para actos civiles que requieren una gran superficie, como etapas del Rally París-Dakar o la beatificación de Leopoldo de Alpandeire.